# Madelyn Rodríguez
Madelyn Rodríguez (26 de marzo de 2000) es una deportista dominicana que compite en taekwondo. Ganó una medalla de oro en los Juegos Panamericanos de 2023, en la prueba de equipo.

## Palmarés internacional
| Juegos Panamericanos | Juegos Panamericanos | Juegos Panamericanos | Juegos Panamericanos |
| Año                  | Lugar                | Medalla              | Categoría            |
| -------------------- | -------------------- | -------------------- | -------------------- |
| 2023                 | Santiago (Chile)     | Medalla de oro       | Equipo               |